# Manou Mansour
Manou Mansour, de son vrai nom Ben-Ousséni Mansour, né le 24 février 1980 à Mamoudzou à Mayotte, est un poète français.

## Biographie
Il est l'aîné d'une famille de neuf enfants issus du mariage entre Amina Angatahi (femme au foyer) et Ousséni Mansour (infirmier). Il grandit au sud de l'île de Mayotte, à Bouéni, pratique le rugby assidûment, et passe un bac littéraire au lycée de Sada. Puis il part faire des études secondaires à Angers où il enseigne l'espagnol.
Il publie plusieurs ouvrages à partir de 2008 et est considéré comme faisant partie des auteurs contemporains mahorais.

## Ouvrages publiés
- Lettres mahoraises, Jets d'encre, 2008
- L’auberge mahoraise, Jets d'encre, 2009[3]
- Le droit de renaître, Jets d'encre, 2012
- Ravi que le temps ait juste un peu rouillé mes terres, 2014
- Le père Noël noir et autres histoires, Edilivre, 2018[4]
- Odes à l'homme perverti, Colère Bouc émissaire, Jets d'encre, 2020